# Jupiter (Astrologie)

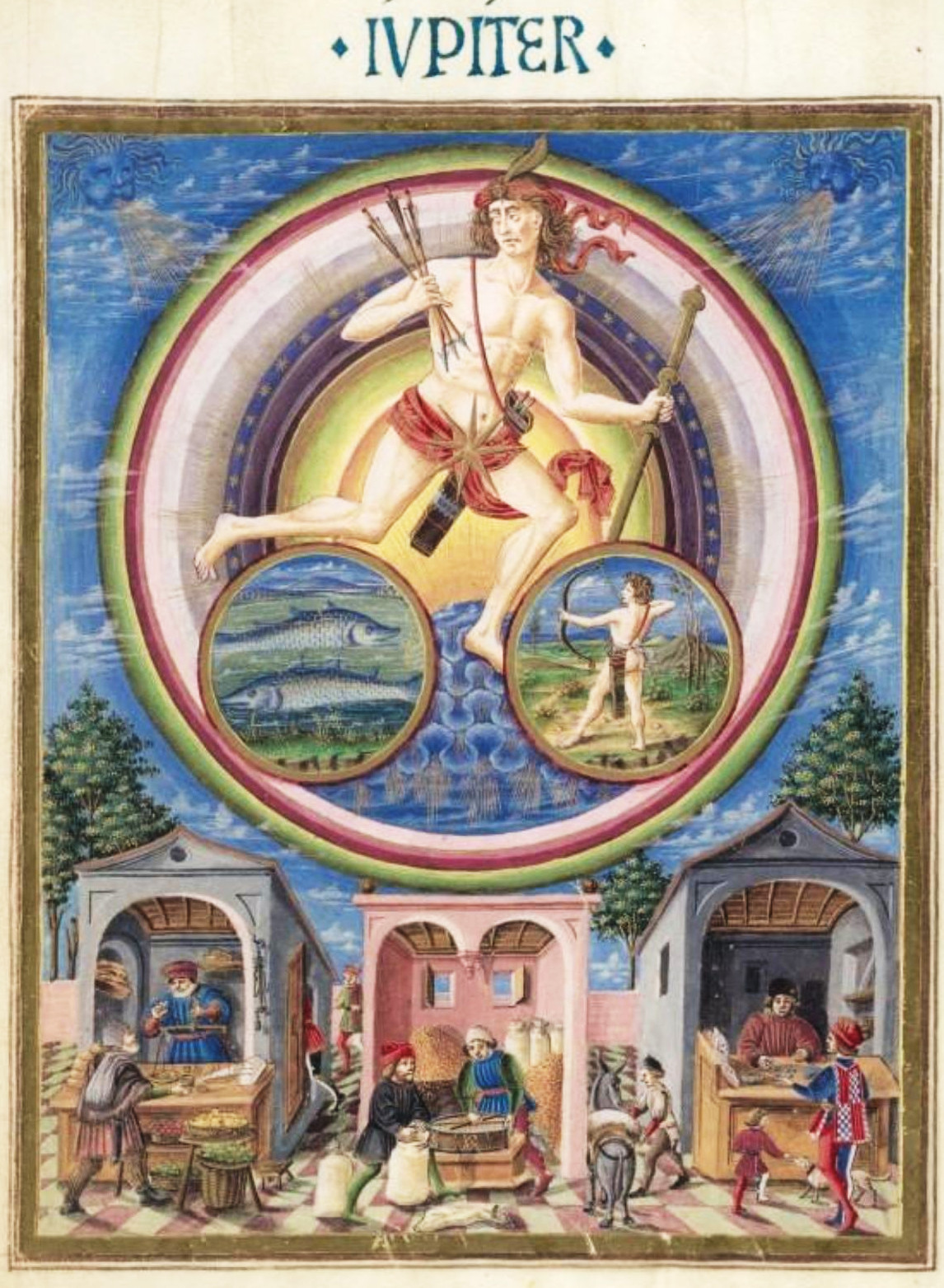
Jupiter in der illuminierten Handschrift De Sphaerae (ca. 1470)

Jupiter ist im geozentrischen Weltbild der westlichen Astrologie einer der klassischen sieben Planeten. Das astrologische Symbol ist ♃ (Unicode U+2643). 
Durch seine Entfernung von der Sonne, die über fünfmal so groß wie die der Erde ist, bewegt er sich auch deutlich langsamer. Für einen siderischen Umlauf braucht er fast 12 Jahre, durch den Tierkreis bewegt er sich mit durchschnittlich  rund 5 Bogenminuten pro Tag. Die synodische Umlaufzeit, also die Zeitspanne zwischen zwei Oppositionen, beträgt 399 Tage. Um den Zeitpunkt der Opposition wird er für etwa 4 Monate rückläufig und vollführt am Erdhimmel eine Planetenschleife. Während der Opposition befindet er sich am erdnächsten Punkt seiner Bahn und ist zugleich am hellsten. Die maximale scheinbare Helligkeit ist dann mit −2,94 mag gleich der von Venus und Mars.

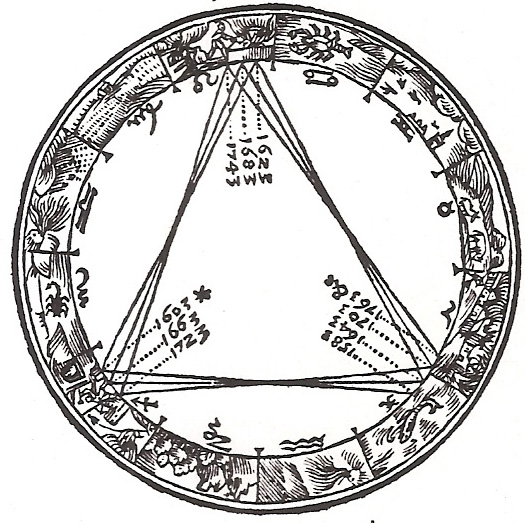
Folge von drei Großen Konjunktionen in Keplers De stella nova (1606)

Von besonderem astrologischem Interesse sind die sogenannten Großen Konjunktionen von Jupiter und Saturn. Da die Umlaufzeiten von Jupiter mit 12 und Saturn mit 30 Jahren annähernd im Verhältnis 2 : 5 stehen, erfolgen diese Annäherungen ungefähr alle 20 Jahre. Der ekliptikale Abstand zwischen zwei aufeinanderfolgenden Großen Konjunktionen ist 117°, was nahe am Winkel des Trigon-Aspekts von 120° ist. Das hat zur Folge, dass aufeinanderfolgende Große Konjunktionen in der Regel in dem gleichen Tierkreiszeichen-Trigon stattfinden. Diese Trigone werden traditionell als Triplizitäten bezeichnet und sind jeweils einem der klassischen vier Elemente zugeordnet zum Beispiel Zwillinge, Waage und Wassermann dem Element Luft. So wird der  Großen Konjunktion von 2020 im Wassermann im Jahr 2040 eine in der Waage und 2060 eine in den Zwillingen folgen. Rund alle 200 Jahre verschiebt sich der Ort der Großen Konjunktionen in die nächste Triplizität und nach 800 Jahren beginnt dieser Zyklus von neuem, ein Umstand, dem Johannes Kepler große Bedeutung beimaß und ihn veranlasste, die Geschichte in Perioden von 800 Jahren einteilte.
Kepler errechnete ausgehend von der Großen Konjunktion von 1603, dass im Jahr 7 v. Chr. eine sogenannte Größte Konjunktion stattgefunden habe und vermutete, dass diese den astronomischen Hintergrund für den Stern von Bethlehem gebildet habe. Eine Größte Konjunktion findet dann statt, wenn während einer Großen Konjunktion Jupiter und Saturn in Opposition zur Sonne stehen. Durch die dann ausgeführten Planetenschleifen kommt es zu mehrfachen kurz aufeinanderfolgenden Begegnungen der Planeten.
In der Antike wurde Jupiter von den Griechen mit Zeus identifiziert. Die Entsprechung bei den Römern war der Gott Jupiter. Diese Identifikationen prägten auch die astrologische Ikonografie in Mittelalter und früher Neuzeit. Typische Attribute bildlicher Darstellungen sind daher Zepter und Blitzbündel.

## Zuordnungen

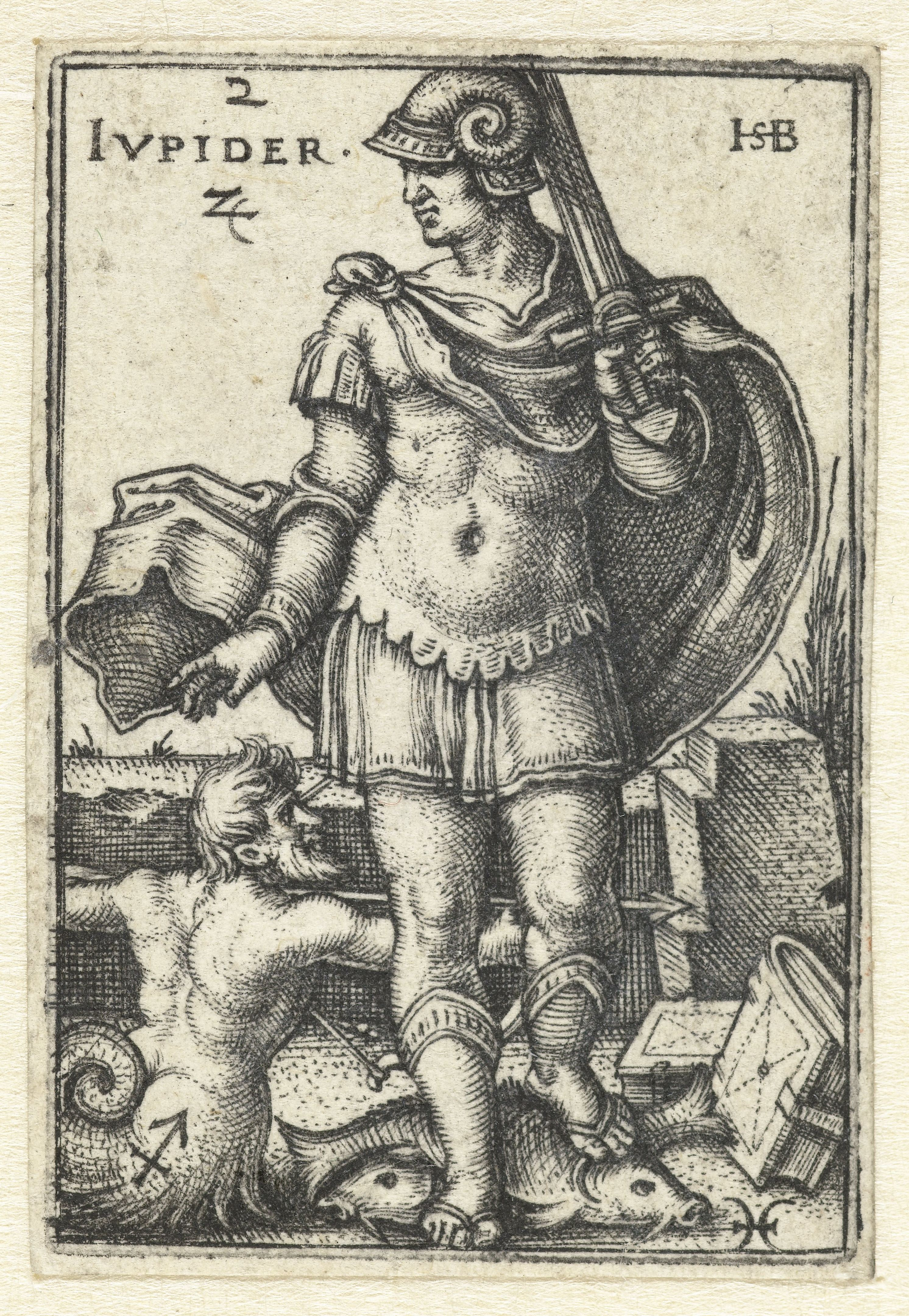
Jupiter auf einem Druck von Hans Sebald Beham (1539). Die Zahl 2 links oben entspricht der Position des Jupiter in der Chaldäischen Reihe.

Nach dem Tetrabiblos des Ptolemäus ist Jupiter:
- den Grundqualitäten nach warm und feucht, somit lebensspendend und daher der „Große Wohltäter“.[6]
- Zeichenherrscher in den Fischen (Tagdomizil) und im Schützen (Nachtdomizil) und in den gegenüberliegenden Zeichen Zwillinge (Tagexil) und Jungfrau (Nachtexil) im Exil. In der modernen Astrologie wird oft Neptun anstelle des Jupiters als Tagherrscher in den Fischen gesetzt.
- Häuserherrscher im 9. und 12. Haus.
- Jupiter ist auf 15° Krebs exaltiert und auf 15° Steinbock im Fall.
- Die melothesisch Jupiter entsprechenden Körperteile sind Lungen, Arterien und Samen. Der entsprechende  Sinn ist der Tastsinn.[7]

Weiterhin ist Jupiter:
- Tagesherrscher am Donnerstag (frz. jeudi).
- Jahresherrscher in Jahren, deren Jahreszahl bei Division durch 7 den Rest 6 ergibt, also zum Beispiel 2029.

Jupiter gilt von der Polarität her als männlicher Tagplanet. In der Chaldäischen Reihe steht Jupiter an 2. Stelle.
Das Metall des Jupiter ist das Zinn.

## Deutung

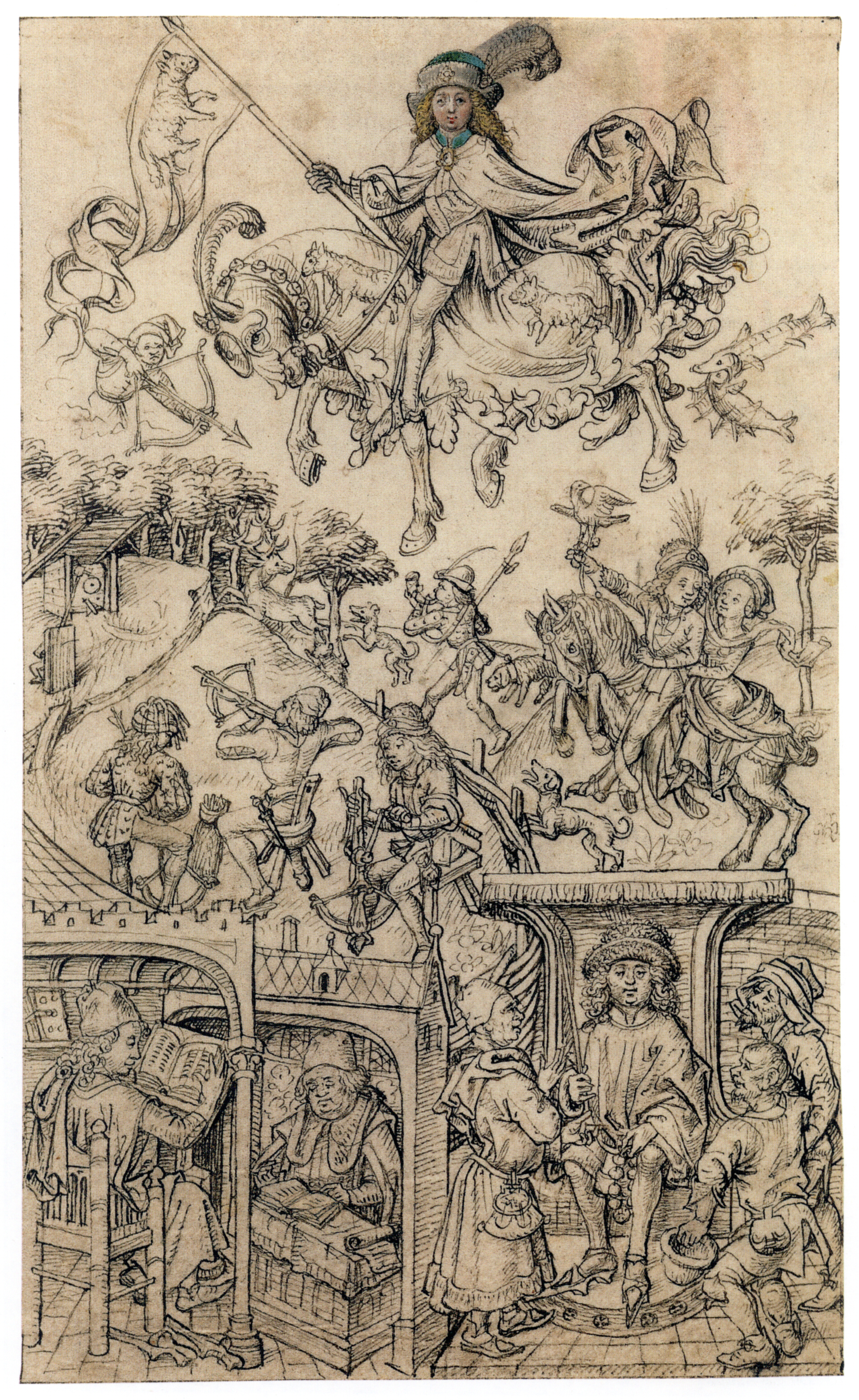
Planetenkinder des Jupiter (Mittelalterliches Hausbuch von Schloss Wolfegg, nach 1480)

William Lilly zufolge gilt für eine Person unter einem günstig gestellten Jupiter: 

„Dann ist er großmütig, treu, umgänglich, strebt in ehrbarer Weise nach hohen Dingen, in all seinem Tun ein Freund der Gerechtigkeit, will allen Menschen nützen, tut ruhmreiche Dinge, ist ehrenhaft und fromm, im Gespräch liebenswürdig und freundlich, sehr nachsichtig mit Frau und Kindern, ehrerbietig gegenüber Greisen, ein großer Helfer der Armen, voll Nächstenliebe und Gottgefälligkeit, freigebig, alle Schandtaten verabscheuend, gerecht, gütig, besonnen, dankbar, tugendhaft: Wenn du also Jupiter als Signifikator eines Mannes in einer Frage oder als Herr seines Aszendenten in einer Geburt findest, und zwar in guter Würde, kannst du ihn in dieser Weise beurteilen.“

Andernfalls aber:

„Ist Jupiter nicht begünstigt, dann vergeudet er sein Vermögen, lässt sich von jedem betrügen, ist heuchlerisch religiös, hält hartnäckig fest an falschen Glaubenssätzen; er ist unwissend, unvorsichtig, ohne Freude an der Liebe der Freunde; von grober, dumpfer Natur, schismatisch, hält sich in allen Gesellschaften zurück und beugt sich, wo es nicht nötig ist.“

Die folgende Zusammenstellung von Stichworten zu verschiedenen Deutungsaspekten folgt Herbert von Klöckler. Dabei beziehen sich „stark“/„schwach“ und „harmonisch“/„disharmonisch“ auf die Stellung des Jupiter in den Zeichen bzw. seine Aspektierung.:
| stark und harmonisch                          | stark und disharmonisch                         | schwach, evtl. disharmonisch   |
| Naturprinzip: Assimilation                    | Naturprinzip: Assimilation                      | Naturprinzip: Assimilation     |
| --------------------------------------------- | ----------------------------------------------- | ------------------------------ |
| Expansion                                     | Hypertrophie                                    | Atrophie                       |
| biologisch: Ernährung, Assimilation, Wachstum |                                                 |                                |
| Assimilation                                  | Wucherung                                       | Dissimilation                  |
| organisch: Leber, Galle                       |                                                 |                                |
| psychologisch: Ganzheit, Gerechtigkeitssinn   |                                                 |                                |
| Gerechtigkeit                                 | Gerechtigkeitsfanatismus                        | Ungerechtigkeit                |
| soziales Empfinden                            | übertriebene Bindung an soziale Voraussetzungen | Unsozialität                   |
| Moralität                                     | Moralfanatismus, Heuchelei                      | Unmoralität                    |
| Expansionslust                                | Hyperexpansion                                  | Mangel an expansiven Tendenzen |
| Temperament: zykloid-jovial                   |                                                 |                                |